# HRT 1
HRT 1 (en croate : Prvi program, c'est-à-dire Premier programme) est l'une des principales chaînes de télévision croates. Appartenant à la compagnie de radio-télévision nationale Hrvatska radiotelevizija (HRT), elle est l'une des deux chaînes de télévision du service public à émettre sur le réseau hertzien.

## Histoire
Lancée le 15 mai 1956 par l'office de radio-télévision fédéral yougoslave JRT (Jugoslovenska Radio-Televizija) sous le nom de TZ (Televizija Zagreb), elle est l'unique chaîne de télévision de la république socialiste de Croatie jusqu'en 1972, année qui voit le lancement d'un second canal. 
En 1990, les deux chaînes croates sont détachées de la JRT au profit d'une entreprise indépendante, HRT. 
Depuis lors, elle demeure l'un des médias les plus populaires du pays et ce malgré la fin du monopole de la HRT et le lancement de chaînes privées à partir de 1997.

## Présentation
Chaîne généraliste, HRT 1 diffuse des séries, des films, des documentaires et des émissions pour enfants, ainsi que des émissions de flux (bulletins d'informations, émissions politiques, variétés) et des adaptations de programmes européens à succès (jeu télévisés ou émissions de télé-réalité notamment). 
Parmi les programmes particulièrement populaires figurent ainsi une émission matinale (Dobro jutro Hrvatska, c'est-à-dire Bonjour Croatie), un talk-show (Hrvatska uživo, La Croatie en direct) et le journal télévisé du soir (Dnevnik, Le journal). 
Des bulletins d'informations rythment l'antenne à intervalles réguliers comme Vijesti (Les nouvelles) ou Dnevnik (Journal).
Si les émissions produites par la HRT sont toutes réalisées en langue croate, les séries et les films étrangers ne sont jamais doublés, mais systématiquement sous-titrés.
Les chaînes de la HRT sont toutes diffusées par satellite en Europe via Eutelsat 16A (16° est). Si une partie des programmes de HRT 1 n'est accessible que sur abonnement, la majorité des programmes sont diffusés en clair (nekodirano).